# Synagoga Kluckygasse w Wiedniu
Synagoga Kluckygasse w Wiedniu (niem. Synagoge Kluckygasse in Wien) – nieistniejąca synagoga, która znajdowała się w Wiedniu, stolicy Austrii, przy Kluckygasse 11.
Synagoga została zbudowana w latach 1899–1900, według projektu architekta Jakoba Gartnera. Służyła żydowskiej społeczności zamieszkującej dzielnicę Brigittenau. Podczas nocy kryształowej z 9 na 10 listopada 1938 roku, bojówki hitlerowskie spaliły synagogę.